# Чукотська література
Чукотська література — література чукчів.
Довгий час чукотська література була представлена тільки усною народною творчістю. Першою книгою чукотською мовою став буквар «Челгикалекал» («Червона грамота»), випущений в 1932 році. В цей час на Чукотці створювалися перші школи, велося масове навчання грамоті.
Першим чукотським письменником вважається Федір Тинетегин (1920—1940), автор книги «Казки чаучу» (1940). У 1950-1960-і роки почалася творча діяльність таких чукотських поетів, як В. Г. Кеулькут (1929—1963), А. О. Кимитваль (1938—2015), В. Тимнетувге (1935—1965), М. В. Ваалгиргин (1939—1978), В. Тинескин (1945—1991); письменника В. Ятиргина (1919—1973). Особливу популярність, в тому числі за кордоном, отримав письменник Ю. С. Ритхеу (1930—2008).
У творах чукотських письменників і поетів основне місце займає Чукотка — її історія, природа, люди. Книги чукотських авторів виходять як чукотською, так і російською. Твори Юрія Ритхеу також переведені на ряд мов народів Европи.